# أندريه هوفمان (لاعب كريكت)
أندريه هوفمان (23 أبريل 1978 بهراري في زيمبابوي - ) (بالإنجليزية: Andre Hoffman)‏ هو لاعب كريكت زيمبابوي.

## وصلات خارجية
- أندريه هوفمان على موقع إي آس بي آن كريك إنفو (الإنجليزية)